# فرد لويس (لاعب كرة قدم)
فرد لويس (بالإنجليزية: Fred Lewis)‏ (1 يناير 1886 ببرمنغهام في المملكة المتحدة - 1 يناير 1949 بستوك أون ترينت في المملكة المتحدة) هو لاعب كرة قدم بريطاني (وحمل سابقاً جنسية المملكة المتحدة لبريطانيا العظمى وأيرلندا) في مركز الدفاع. لعب مع ستوك سيتي ووست بروميتش ألبيون وBrierley Hill Alliance F.C. ‏ وDudley Town F.C. ‏.